# Semiothisa ramparia
Semiothisa ramparia là một loài bướm đêm trong họ Geometridae.